# Ancien fort de Lebanon

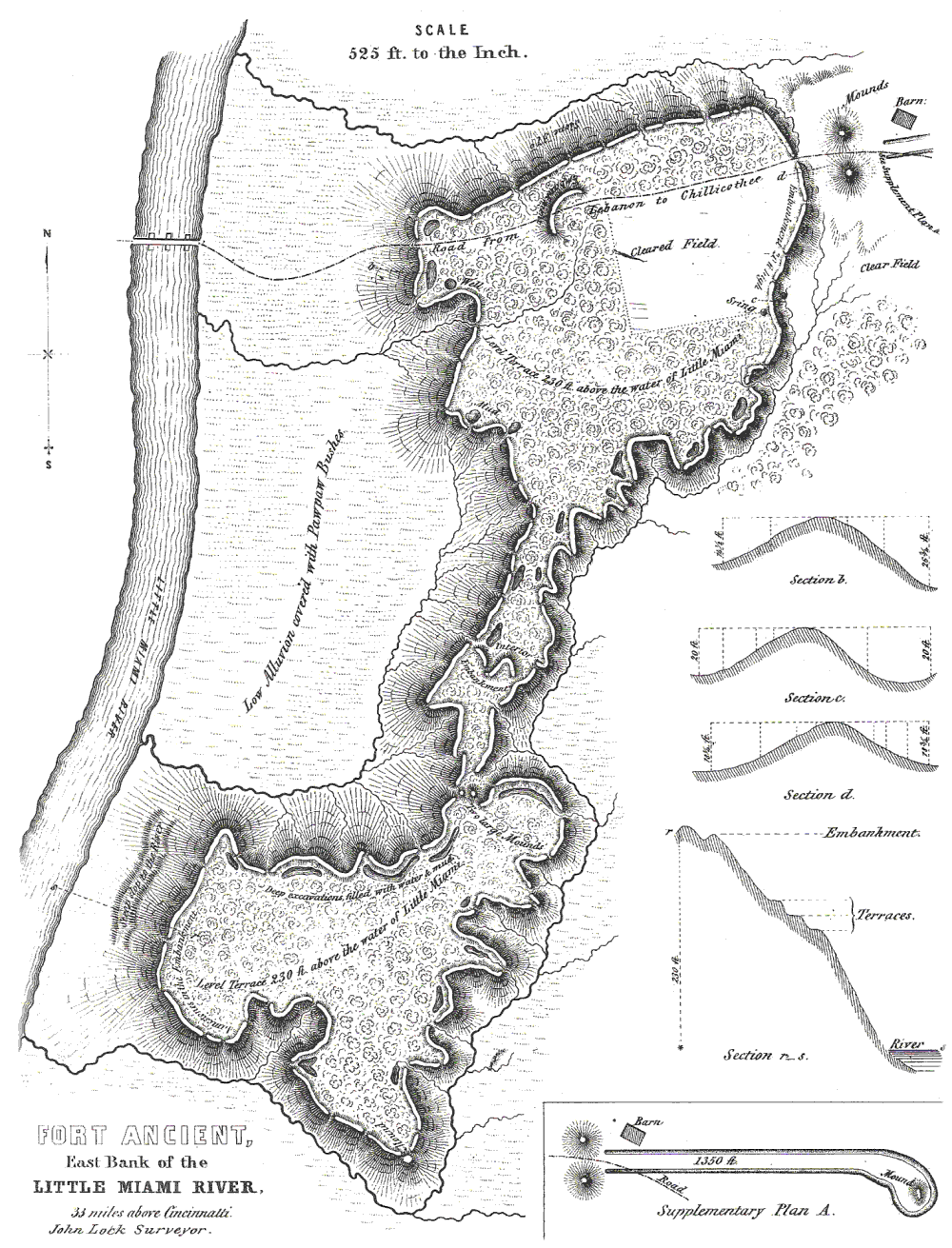
Plan de l'ancien fort de Lebanon, 1843.

L'ancien fort de Lebanon est un ensemble de tumulus et de murs de terre situé dans l'État américain de l'Ohio, dans le comté de Warren, le long de la rive orientale de la rivière Little Miami, environ 7 miles, soit 11 km, au sud-est de Lebanon.
Ce site archéologique est la plus grande enceinte préhistorique au sommet d'une colline aux États-Unis, avec 5 500 m de murs dans un complexe de 100 acres, soit 0,40 km2.
Construit par les peuples autochtones de la culture Hopewell, qui ont vécu dans la région de 200 av. J.-C. à 400 apr. J.-C., ce site est situé sur une falaise boisée de 82 mètres au-dessus de Little Miami. C'est l'éponyme d'une culture connue sous le nom de Fort Ancien, qui perduré à proximité de ce complexe longtemps après sa construction.
Conservé et entretenu comme parc historique d'État, le site est désigné monument historique national pour son importance. L'État de l'Ohio a acheté le terrain et en a fait le premier parc d'État de l'Ohio en 1891. Il fait de plus partie du Hopewell Ceremonial Earthworks, il est ainsi l'un des quatorze sites proposés en janvier 2008 par le Département américain de l'Intérieur pour une soumission potentielle par les États-Unis pour être inscrits sur la liste du patrimoine mondial de l'Unesco.

## Histoire et description

### Construction
Les travaux de terrassement et de construction de ce fort ont été effectués en au moins trois étapes, qui se sont échelonnées sur une période estimée à 400 ans. Des omoplates de cerfs, des bois de wapitis fendus, des houes en coquille de palourdes et des bâtons de fouille ont été utilisés pour travailler la terre, et des paniers de 35 à 40 livres ont été utilisés pour transporter les masses de terre et les répartir au sol lors de la construction des terrassements. Les archéologues estiment le volume total de terre dans les murs à 423 000 m3.

### Recherches archéologiques
En 1809, The Port Folio, le magazine de Philadelphie, publie la première carte et la première description de l'ancien fort de Lebanon. Les comptes rendus du site par Atwater et Warden plusieurs années plus tard sont presque identiques au rapport de 1809 et à la carte qui l'accompagnait. Le site est ensuite visité et étudié par John Locke en 1843. Dans l'ouvrage Ancient Monuments of the Mississippi Valley d'Edwin Hamilton Davis et Ephraim George Squier, ils décrivent l'ancien fort comme « l'un des travaux les plus étendus, sinon les plus étendus (...) dans tout l'Occident », en ce qui concerne sa taille. Warren K. Moorehead dirige en 1887 plusieurs des premières fouilles archéologiques de l'ancien fort ; il publie en 1891 le résultat de ses recherches dans le livre Fort Ancient: Great Prehistoric Warren County Ohio. Des recherches supplémentaires sont menées par William C. Mills en 1908, puis par Richard Morgan et Holmes Ellis en 1939-1940.
La recherche contemporaine en archéologie a nettement progessé sur le sujet, notamment grâce à Patricia Essenpreis, Robert Connolly, Robert Riordan.
Patricia Essenpreis dirige une série de fouilles de 1982 jusqu'à sa mort prématurée en 1991. Ces fouilles comprennent la remise au jour et le réexamen des coupes de mur de remblai menées par Richard Morgan. Elles démontrent que les murs de remblai ont été construits en plusieurs étapes et renseignent sur les structures des poteaux à la base des murs. Patricia Essenpreis examine également l'éperon extérieur de la « passerelle 13 » où elle découvre les vestiges démontrant le procédé de fabrication en lamelles. Son dernier projet comprend la fouille d'une plateforme et d'une structure à l'extérieur du terrassement, près du complexe Twin Mound (monticules jumeaux). À cet endroit, elle met en évidence une plateforme de calcaire à trois niveaux avec une activité domestique au niveau le plus ancien (le plus bas).
Robert Connolly travaille sur le sujet de 1987 à 2006. Il collabore avec Patricia Essenpreis puis continue les projets de recherche qu'elle a initiés. Son premier projet consiste à prendre les « canons de construction» de Patricia Essenpreis pour développer une « grammaire architecturale » des éléments de terrassement, démontrant leur emplacement précis et leur rôle dans l'ensemble du complexe de l'ancien fort. En 1995 et 1996, Robert Connolly dirige les études sur les murs de remblai et sur un grand espace intérieur du terrassement de la partie nord du fort, avant la construction d'un nouveau musée. Les résultats des fouilles du mur de remblai confirment la conclusion de Patricia Essenpreis sur plusieurs niveaux de construction, mais ajoutent un niveau de complexité dans l'alternance du contenu des différents niveaux de construction, de nombreuses caractéristiques sous le mur de remblai et une plateforme de calcaire à trois niveaux à l'extérieur du mur, qui contenait une cache d'os d'animaux brûlés. Les fouilles dans l'espace intérieur de la partie nord du fort ont révélé la présence de dix structures d'habitation.
Robert Riordan dirige à partir de 2006 des fouilles dans le terrassement de la partie nord du complexe. Ces fouilles révèlent une série complexe de postes et de zones d'activités, certaines avec un brûlage intense. Riordan l'a appelé le Moorehead Circle (Cercle Moorehead) en l'honneur de Warren K. Moorehead, l'archéologue qui a effectué les premières fouilles sur le site.

## Interprétations
Certains archéologues pensaient à l'origine que le site avec sa muraille avait été créé pour fournir un abri contre les ennemis. Cependant, cette interprétation est désormais écartée car le site présente plusieurs anomalies incompatibles avec une utilisation défensive. Ainsi, les fossés sont situés à l'intérieur des murs, plutôt qu'à l'extérieur comme moyen de défense. De plus, les 84 ouvertures de portes dans les murs n'auraient pas pu être défendues en cas d'attaque. Enfin, aucune preuve n'a été trouvée pour prouver la présence sur le site du nombre d'occupants nécessaire pour une force de défense importante. Sur la base du corpus total de recherches archéologiques, l'interprétation fonctionnelle actuelle est que les murs ont été conçus à des fins sociales, économiques, politiques et cérémonielles.
La recherche démontre que l'architecture du site était alignée selon des événements astronomiques importants. Dans le coin nord-est du complexe, quatre monticules circulaires recouverts de pierre sont disposés en carré. Le monticule sud-ouest des quatre est interprété comme ayant fonctionné comme un point central qui s'alignait avec les ouvertures de porte dans les murs de remblai pour marquer les événements solaires et lunaires importants.

## Musée
Le site comprend maintenant un musée de 840 m2 couvrant 1500 ans d'héritage amérindien dans la vallée de l'Ohio. Les collections portent sur les premiers peuples d'Amérique du Nord, le développement de l'agriculture et l'impact des Européens qui ont émigré dans la région et sont entrés en conflit avec les Amérindiens vivant alors dans la région. Le musée comprend également une salle de cours, un espace de recherche et une boutique.

## Village de l'ancien fort
Des années 1800 jusqu'au début des années 1900, un village existait sur la rive est de la rivière Little Miami, au pied des hauteurs de l'ancien fort. Le village avait autrefois un bureau de poste créé en 1846, un hôtel, un atelier de forgeron et d'autres commerces et résidences. Le village n'existe plus mais abrite actuellement un loueur de canoë et un camping privé. Au XIXe siècle, Fort Ancient était un arrêt sur le Little Miami Railroad. Une taverne historique appelée Cross Keys Tavern subsiste sur la rive ouest de la rivière Little Miami et est inscrite au registre national des lieux historiques. La zone est actuellement un accès public par le sentier du Little Miami Bike Trail, qui emprunte le terrain de l'ancienne voie ferroviaire le long de la rivière. Il existe un accès public au site et un parking au bord de la rivière Little Miami.

## Sources
- (en) Cet article est partiellement ou en totalité issu de l’article de Wikipédia en anglais intitulé « Fort Ancient (Lebanon, Ohio) » (voir la liste des auteurs)..